# Johannes Lodewicus Blaauw
Pour les articles homonymes, voir Blaauw.
Pas d'image ? Cliquez ici

a Compétitions nationales et continentales officielles uniquement.

Dernière mise à jour le 4 juillet 2017.
Johannes Lodewicus Blaauw, aussi appelé Wicus Blaauw, né le 8 avril 1986 à Windhoek (Sud-Ouest africain,  aujourd'hui Namibie), est un joueur sud-africain de rugby à XV évoluant au poste de pilier.

## Carrière

### Carrière en club
- 2007-2008 : Leopards
- 2008-2012 : Western Province
- 2012-2013 : Biarritz olympique
- 2013-2015 : Edinburgh Rugby

Il est titulaire avec la Western Province (avec un autre futur biarrot, Joe Pietersen) contre les Lions britanniques et irlandais lors de la tournée 2009 (défaite 23-26 à Newlands).

### Carrière en province
- 2008-2012 : Stormers